# Battle Spirits Brave
《Battle Spirits Brave》（日語：バトルスピリッツ ブレイヴ），由名古屋電視台製作，於2010年9月開始在朝日電視網播放的電視動畫作品。為《Battle Spirits 少年激霸彈》的續篇。

## 故事簡介
在與異界王決戰後兩年，成為「真正的激突王」的馬神彈再次跟原網絡偶像維奧娜魔美（紫乃宮魔美） 相會。這時彈因沒有強大的對手而感到空虛，魔美表示有需要去戰鬥的地方，就此彈和魔美二人前往了未來的地球。
在未來，地球被異界魔族所侵略。彈與成為了人類軍最高司令的卡贊再會，並把人類的希望、未來和卡組都託給彈。而地球由於自我淨化，將於一年後毀滅。彈為解決危機決定與魔族女王姫爾法姆會面，亦都係彈和巴羅涅發生友情的一瞬間
時間西曆2650年8月30日。激突王——彈和全新的力量『Brave』的新戰鬥就此拉開帷幕！

## 名詞解釋
合體卡
在未來使用的第4種卡片。一般情況下與普通戰魂一樣，但在特定條件下在自己的主要階段能與其他戰魂自由合體和分離。 合體後合體戰魂會得到Brave的能力、BP值和標織，當合體戰魂被破壞時Brave會留在場上。另外，存在沒有戰徽的Brave。 只要符合條件，就能與所有Spirit合體，而一隻戰魂只能與一隻Brave合體。但是也有例外的情況，如滅神星龍暗黑普爾姆•新星的效果，此卡不能合體。而光龍騎神 昇陽·阿波羅龍的效果能與2隻Brave進行「雙重合體」。
魔界異族
在地球和古蘭．羅洛分離時，殘留在地球的魔族（異界人的分支），經過長時間的演化適應地球環境，出現各種不同的外貌。通過與人類進行戰魂對戰取勝並獲得土地的支配權。大多數魔族都有著擴張領土的欲望，因此四處燃起戰火。大多領主都對領地內的人類進行高壓統治，但也有德古這樣較溫和的統治方式。在領地中人類的權利都被限制，離開領地範圍是嚴重的犯罪行為。
通過對魔族的DNA的研究，確定魔族和人類在生物學上是同一物種。估計是遠古時期進入古蘭•羅洛紫屬性世界的人類為了適應當地的環境所演化成的，並成為異界人的數個分支。
隨著瑪姬莎封閉異界通道，與人類一起被遺返地球，但仍有不少魔族留在異界。直至地球和古蘭．羅洛在千年後再次融合，所有異界人才正式返回祖先的故鄉地球。
奧古特
魔族在地球核心植入core，以此形成第八大陸奧古特，為魔族的首都，女王直轄管治地。僅有魔族居住，後全數遷徙至其他大陸。在核心被破壞後沉沒。
魔光殿
位於奧古特，異界魔族的政治中心，女王居住的宮殿。於第50集與奧古特的核心一起被諸神的砲台所毀滅。
人類軍
為對抗異界魔族集結而成的人類軍事組織。在馬神彈的提倡下，最終改為與魔族共存，並與之組建地球統一政府。
地球統一政府
人類和魔族在奧古特毀滅後，以原人類軍總部和民主體制為政治中心，並以兩族和平共處為宗旨。建立初期，人類和魔族在議會的議席各半，各有一位代表。
然而，政府在初期就有反對魔族的異見人士潛伏。雖然成功把極端組織搗破，但是仍未能阻止人類及魔族排除異己的心態。之後，巴洛尼提出廢棄武裝，以battle spirits為規則，改變日後的世界格局。
200年後，人類和魔族已經被視為共同種族(人類)，甚至有不少人是兩族的混血兒。但由於「紫睿」(紫色血液的新人類)誕生，他們的智慧和battle spirits的技能遠高於普通人類，以致世界再次出現種族歧視和紛爭。政府把「紫睿」隔離在未開發地區，並設立專屬學校。由於「紫睿」擁有出色的battle spirits才能，所以政府亦有顧用他們為卡鬥士，但禁止他們加入議會。導致紫睿極端主義人士和組織誕生，並由原本的温和派變成激進派，以武裝行動攻擊統一政府。
直至新一代光主們與異界人達成共識，讓異界和地球再次融合，並以battle spirits為溝通橋樑，政府最終放下成見，接納紫睿和界界人成為一份子。然而，部分官員和民眾仍有紛歧，不願放下武裝。

## 卡片

### M卡

#### 紅色
SD03-006 太陽龍 齊格・阿波羅龍（The SunDragon Sieg-Apollodragon）
- 系統：神星・星龍
- 戰徽：紅
- 費用：6
- 減輕戰徽：紅2，藍2
- LV1：BP4000，LV2：BP6000，LV3：BP9000

### X卡

#### 紅色
BS11-X01 太陽神龍 昇陽・阿波羅龍
- 系統：神星・星龍
- 戰徽：紅
- 費用：7
- 減輕戰徽：紅3
- LV1：BP6000，LV2：BP9000，LV3：BP11000

BS12-X01 金牛龍神 龍牛・戴拿斯
- 系統：光導・古龍
- 戰徽：紅
- 費用：7
- 減輕戰徽：紅4
- LV1：BP5000，LV2：BP8000，LV3：BP10000

BS13-X01 光龍騎神 射手・阿波羅龍
- 系統：光導・神星
- 戰徽：紅
- 費用：8
- 減輕徽章：紅4
- LV1：BP6000，LV2：BP10000，LV3：BP13000

#### 白色
BS10-X04 月光龍 突擊・齊格普爾姆
- 系統：神星・武裝
- 戰徽：白
- 費用：6
- 減輕戰徽：白3
- LV1：BP5000，LV2：BP8000，LV3：BP10000

BS11-X04 寶瓶神機 水瓶 艾力西翁
- 系統：光導・武裝
- 戰徽：白
- 費用：7
- 減輕戰徽：白4
- LV1：BP6000，LV2：BP8000，LV3：BP10000

BS12-X04 月光神龍 月神・史特萊克普爾姆
- 系統：神星・武裝
- 戰徽：白
- 費用：7
- 減輕戰徽：白4
- LV1：BP6000，LV2：BP8000，LV3：BP11000

BS13-X04 獅機龍神 突擊普爾姆・獅
- 系統：光導・神星
- 戰徽：白
- 費用：8
- 減輕戰徽：白4
- LV1：BP6000，LV2：BP9000，LV3：BP12000

#### 紫色
BS10-X02 雙魚賊神 皮斯加里翁
- 系統：光導・無魔
- 戰徽：紫
- 費用：7
- 減輕戰徽：紫4
- LV1：BP5000，LV2：BP8000

BS12-X02 魔羯邪神 修達柏爾克
- 系統：光導・冥主
- 戰徽：紫
- 費用：6
- 減輕戰徽：紫3
- LV1：BP5000，LV2：BP7000，LV3：BP11000

BS13-X02 蛇皇神帝 阿斯古庇俄斯
- 系統：光導・魔神
- 戰徽：紫
- 費用：9
- 減輕戰徽：紫5
- LV1：BP7000，LV2：BP12000，LV3：BP14000

#### 綠色
BS10-X03 巨蟹武神 凱撒特
- 系統：光導・殼人
- 戰徽：綠
- 費用：6
- 減輕戰徽：綠3
- LV1：BP6000，LV2：BP10000

BS13-X03 白羊樹神 生命樹 艾利耶斯
- 系統：光導・遊精
- 戰徽：綠
- 費用：6
- 減輕戰徽：綠3
- LV1：BP7000，LV2：BP8000，LV3：BP10000

#### 黃色
BS11-X05 魔導雙神 傑米那斯
- 系統：光導・導魔
- 戰徽：黃
- 費用：7
- 減輕戰徽：黃4
- LV1：BP5000，LV2：BP6000，LV3：BP8000

BS12-X05 戰神處女 維露珍
- 系統：光導・天靈
- 戰徽：黃
- 費用：6
- 減輕戰徽：黃3
- LV1：BP4000，LV2：BP6000，LV3：BP8000

#### 藍色
BS10-X06 天蠍神騎 蠍神槍
- 系統：光導・異合
- 戰徽：藍
- 費用：5
- 減輕戰徽：藍2
- LV1：BP5000，LV2：BP9000，LV3：BP11000

BS11-X06 天秤造神 天衡魔像
- 系統：光導・造兵
- 戰徽：藍
- 費用：8
- 減輕戰徽：藍4
- LV1：BP6000，LV2：BP8000，LV3：BP12000

## 動畫

### 製作人員
- 企劃：日昇動畫
- 原作：矢立肇
- 監督：西森章
- 系列構成：富岡淳廣
- 角色原案：剛田チーズ
- 角色設計：湯本佳典、石川てつや
- Spirits設計：石垣純哉、今石進、丸山浩、ヒラタリョウ
- 機械設計：やまだ たかひろ
- CG導演：井上喜一郎
- CG企劃者：柴田英樹
- 美術監督：中村典史、鈴木武志
- 色彩設計：柴田亞紀子
- 攝影監督：貞光壽幸
- 編輯：渡邊直樹
- 音樂：瀨川英史
- 音響監督：藤野貞義
- 主要製片人：寶田壽也（名古屋電視台）、尾崎雅之（日昇動畫）
- 製片人：福嶋更一郎（名古屋電視台）、若鍋龍太（日昇動畫）
- 動畫制作：日昇動畫
- 制作：名古屋電視台、日昇動畫、ADK

### 主題曲
- 片頭曲「free」

作詞：達瑯、作曲：達瑯、加藤貴之、編曲：加藤貴之、歌：
- 片尾曲「熱烈ANSWER」（熱烈答案）（第1 - 49話）

作詞：畑亞貴、作曲：增田武史、編曲：增田武史、歌：小野大輔
- 片尾曲「君がまってる」（第50話）

作詞、作曲、歌：及川光博、編曲：達瑯

### 各話標題
以下劇集按照首播順序排列。
| 話數 | 日文標題                                                    | 香港標題                                   | 劇本     | 分鏡              | 演出            | 作畫監督                  | 日本首播日期    | 香港首播日期 （無綫兒童台） | 香港首播日期 （無綫翡翠台） |
| ---- | ----------------------------------------------------------- | ------------------------------------------ | -------- | ----------------- | --------------- | ------------------------- | --------------- | --------------------------- | --------------------------- |
| 01   | ブレイヴせよ！太陽龍ジーク・アポロドラゴン！                | 動用合體卡，太陽龍齊格阿波羅龍             | 富岡淳廣 | 西森章            | 西森章 河村智之 | 湯本佳典 やまだたかひろ   | 2010年 09月12日 | 2012年 7月30日              | 2013年 2月8日               |
| 02   | 二人のブレイヴ使い 月光龍ストライク・ジークヴルム咆哮！     | 兩個合體卡使用者 月光龍突擊齊格鱗咆哮      | 富岡淳廣 | 西森章            | 池野昭二        | 澤田讓司                  | 09月19日        | 7月31日                     | 2月11日                     |
| 03   | 男と男の激突！月光龍VS太陽龍！                              | 男子漢的激突 月光龍對戰太陽龍              | 富岡淳廣 | 田邊泰裕 河村智之 | 田邊泰裕        | 鈴木幸江                  | 09月26日        | 8月1日                      | 2月12日                     |
| 04   | 嘆きと怒りの女神デッキ                                      | 嘆息與憤怒的女神卡組                       | 網谷正治 | 渡邊正樹          | 馬引圭          | 新保卓郎                  | 10月3日         | 8月2日                      | 2月13日                     |
| 05   | 天翔るチャレンジャー 刃狼ベオ・ウルフ出撃！                 | 翔空挑戰者，刃狼暴奧之狼出擊               | 神山修一 | 池野昭二          | 池野昭二        | 菊池晃                    | 10月10日        | 8月3日                      | 2月14日                     |
| 06   | 脅威のマジック！天角獣バイコーン                            | 魔法卡的威脅！ 天角獸柏爾高                | 山田由香 | 高橋順            | 高橋順          | 長生中                    | 10月17日        | 8月6日                      | 2月15日                     |
| 07   | 覆面の超覚醒！幻羅星龍ガイ・アスラ                          | 幪面者的覺醒 幻羅星龍大地阿修羅            | 小林英造 | 藤原良二          | 中島大輔        | 田邊謙司                  | 10月24日        | 8月7日                      | 2月18日                     |
| 08   | 異界見聞録！12宮Xレアの伝説                                 | 異界見聞錄，12宮X稀有卡傳說                | 富岡淳廣 | 渡邊正樹          | 渡邊正樹        | 石川てつや                | 10月31日        | 8月8日                      | 2月19日                     |
| 09   | 暴風少女フローラ 天蠍神騎スコル・スピア迎撃！               | 暴風少女芙洛拉，天蠍神騎蠍神槍迎擊         | 網谷正治 | 馬引圭            | 馬引圭          | 石田智子 小磯沙矢香       | 11月7日         | 8月9日                      | 2月20日                     |
| 10   | 宿命のバトル！太陽龍VS月光龍                                | 宿命的對手，太陽龍對戰月光龍               | 神山修一 | 河村智之          | 齋藤昭裕        | 澤田讓司                  | 11月14日        | 8月10日                     | 2月21日                     |
| 11   | 花嫁を救え！黒翼竜バーン・クロウ！！                        | 拯救新娘！黑翼龍爆燃鴉！                   | 山田由香 | 田邊泰裕          | 田邊泰裕        | 鈴木幸江                  | 11月21日        | 8月13日                     | 2月22日                     |
| 12   | 初陣の機械神 剣王獣VS翼神機                                 | 初戰的機械神，劍王獸對戰翼神機             | 小林英造 | 池野昭二          | 池野昭二        | 湯本佳典                  | 11月28日        | 8月14日                     | 2月25日                     |
| 13   | セイバーシャーク、月光龍にブレイヴせよ！                    | 劍鯊和月光龍合體吧                         | 網谷正治 | 高橋順            | 高橋順          | 新保卓郎                  | 12月5日         | 8月15日                     | 2月26日                     |
| 14   | 人類の敵！馬神ダン！                                        | 人類之敵，馬神彈                           | 富岡淳廣 | 渡邊正樹          | 佐佐木忍        | 菊池晃                    | 12月12日        | 8月16日                     | 2月27日                     |
| 15   | 巨蟹武神キャンサードVS天蠍神騎スコル・スピア！              | 巨蟹武神凱撒特對戰天蠍神騎蠍神槍           | 富岡淳廣 | 渡邊正樹          | 中島大輔        | 田邊謙司                  | 12月19日        | 8月17日                     | 2月28日                     |
| 16   | ローマの落日 俊星流れるコロッセオ！                         | 羅馬的日落，俊星流逝的競技場               | 神山修一 | 河村智之          | 河村智之        | 鈴木幸江                  | 12月26日        | 8月20日                     | 3月1日                      |
| 17   | 駆け上がれ！太陽神龍ライジング・アポロドラゴン              | 一飛衝天，太陽神龍進昇阿波羅龍             | 山田由香 | 馬引圭            | 馬引圭          | 石田智子                  | 2011年 01月9日  | 8月21日                     | 3月4日                      |
| 18   | 青き新ブレイヴ！雷神砲カノン・アームズ                      | 藍色新合體卡，雷神砲砲擊武裝               | 網谷正治 | 加瀨充子          | 齋藤昭裕        | 澤田讓司                  | 01月16日        | 8月22日                     | 3月5日                      |
| 19   | つかみとれ12宮Xレア！水瓶屋敷の決闘                         | 奪取12宮X稀有卡，水瓶屋的決鬥              | 小林英造 | 池野昭二          | 池野昭二        | 小磯沙矢香                | 01月23日        | 8月23日                     | 3月6日                      |
| 20   | ダンvsクラッキー 宝瓶神機アクア・エリシオン！               | 彈對戰古勞基，寶瓶神機亞古極樂             | 富岡淳廣 | 田邊泰裕          | 田邊泰裕        | 湯本佳典                  | 01月30日        | 8月24日                     | 3月7日                      |
| 21   | 復活のバローネ！出現！天王神獣スレイ・ウラノス              | 巴洛尼復活，天王神獸天空烏拉洛斯出現       | 神山修一 | 渡邊正樹          | 佐佐木忍        | 新保卓郎                  | 02月6日         | 8月27日                     | 3月8日                      |
| 22   | ブレイヴキラー！滅神星龍ダークヴルム・ノヴァ激震！          | 合體殺手，滅神星龍暗黑鱗新星出場           | 富岡淳廣 | 河村智之 高橋順   | 高橋順          | 石川てつや やまだたかひろ | 02月13日        | 8月28日                     | 3月11日                     |
| 23   | 迎え撃て！ブレイヴスピリットVSダークヴルム・ノヴァ          | 迎擊，合體Spirits對戰暗黑鱗新星            | 山田由香 | 加瀨充子          | 中島大輔        | 田邊謙司                  | 02月20日        | 8月29日                     | 3月12日                     |
| 24   | ブレイヴキラー 獄将のネクサス・闇の聖剣                     | 合體殺手，獄將德古的Nexus闇之聖劍          | 網谷正治 | 河村智之          | 河村智之        | 菊池晃                    | 02月27日        | 8月30日                     | 3月13日                     |
| 25   | 帰って来たあいつ！魔導双神ジェミナイズ                      | 捲土重來的少年，魔導雙神謝美娜斯           | 神山修一 | 池野昭二          | 池野昭二        | 鈴木幸江                  | 03月6日         | 8月31日                     | 3月14日                     |
| 26   | 人間と魔族のはざまで                                        | 人類與魔族的裂縫                           | 富岡淳廣 | 馬引圭            | 馬引圭          | 石田智子                  | 03月20日        | 9月3日                      | 3月15日                     |
| 27   | ライジング・アポロドラゴン対メテオヴルム！                  | 進昇阿波羅龍對流星鱗                       | 富岡淳廣 | 渡邊正樹          | 齋藤昭裕        | 澤田讓司                  | 03月27日        | 9月4日                      | 3月18日                     |
| 28   | 倒せ、ブレイヴキラー！冥王神獣インフェルド・ハデス          | 攻擊合體殺手！冥王神獸煉獄哈帝斯           | 神山修一 | 田邊泰裕          | 田邊泰裕        | 新保卓郎                  | 04月3日         | 9月5日                      | 3月19日                     |
| 29   | 闇を照らせ！月光神龍ルナテック・ストライクヴルム            | 照亮黑暗，月光神龍月術突擊鱗               | 網谷正治 | 河村智之          | 河村智之        | 小磯沙矢香                | 04月10日        | 9月6日                      | 3月20日                     |
| 30   | 灼熱のセンチュリオンデッキ！同一デッキ対決！                | 熾熱的聖托里昂卡組，同一卡組對決           | 山田由香 | 高橋順            | 高橋順          | 湯本佳典                  | 04月17日        | 9月7日                      | 3月21日                     |
| 31   | 変わりゆくもの 金牛龍神ドラゴニック・タウラス！             | 不斷變化，金牛龍神龍牛戴拿斯               | 富岡淳廣 | 加瀨充子          | 中島大輔        | 田邊謙司                  | 04月24日        | 9月10日                     | 3月22日                     |
| 32   | 迫り来る青のデッキ破壊 月光神龍、ブレイヴ不能！             | 藍色卡組破壞王迫近 月光神龍不能合體        | 網谷正治 | 池野昭二          | 池野昭二        | 菊池晃                    | 05月1日         | 9月11日                     | 3月25日                     |
| 33   | ダンの正義！ストライク・ジークブルム降臨！                  | 阿彈的正義，突擊齊格鱗降臨                 | 山田由香 | 馬引圭            | 馬引圭          | 鈴木幸江                  | 05月8日         | 9月12日                     | 3月26日                     |
| 34   | 女王陛下の守護者（ガーディアン） 突破せよ、アーケランサー！ | 女王陛下的守護者，突破古刺槍               | 神山修一 | 渡邊正樹          | 齋藤昭裕        | 澤田讓司                  | 05月15日        | 9月13日                     | 3月27日                     |
| 35   | ブレイヴキラーvs馬神ダン                                    | 合體殺手對戰馬神彈                         | 富岡淳廣 | 田邊泰裕 河村智之 | 田邊泰裕        | 石田智子                  | 05月22日        | 9月14日                     | 3月28日                     |
| 36   | 魔羯邪神シュタイン・ボルグ降臨！                            | 魔羯邪神魔宴山羊降臨                       | 富岡淳廣 | 渡邊正樹          | 渡邊正樹        | 石川てつや                | 05月29日        | 9月17日                     | 3月29日                     |
| 37   | 血湧き花舞い踊る VS ラグナ・ロックデッキ!                   | 湧血之花舞蹈對諸神的黃昏卡組               | 網谷正治 | 河村智之          | 河村智之        | 小磯沙矢香                | 6月5日          | 9月18日                     | 4月1日                      |
| 38   | さらばバローネ！決別のブレイヴアタック                      | 再見巴洛尼，訣別的合體攻擊                 | 山田由香 | 加瀨充子          | 譽田晶子        | 湯本佳典                  | 6月12日         | 9月19日                     | 4月2日                      |
| 39   | 乱世切り裂くダブル・ノヴァ 圧倒！超神星龍&滅神星龍！        | 亂世的超新星壓倒一切！超新星龍和滅神星龍！ | 神山修一 | 高橋順            | 高橋順          | 鈴木幸江                  | 6月26日         | 9月20日                     | 4月3日                      |
| 40   | 星の守護神 光龍騎神サジット・アポロドラゴン！               | 星之守護神 光龍騎神射手阿波羅龍            | 富岡淳廣 | 池野昭二          | 池野昭二        | 菊池晃                    | 7月3日          | 9月21日                     | 4月4日                      |
| 41   | 光龍騎神サジット・アポロドラゴン VS 亡霊の赤デッキ          | 光龍騎神射手阿波羅龍 對亡靈的紅屬性卡組    | 網谷正治 | 馬引圭            | 馬引圭          | 石田智子                  | 7月10日         | 9月24日                     | 4月7日                      |
| 42   | 立ちはだかるバローネ！獅機龍神ストライクヴルム・レオ！      | 對立的巴洛尼，獅機龍神突擊鱗獅！           | 山田由香 | 加瀨充子          | 中島大輔        | 田邊謙司                  | 7月17日         | 9月25日                     | 4月8日                      |
| 43   | 獄将デュック復活！執念の十二宮Xレア                         | 獄將德古復活，令人困擾的12宮X稀有卡        | 神山修一 | 河村智之          | 河村智之        | 石川てつや                | 7月24日         | 9月26日                     | 4月9日                      |
| 44   | 背徳のXレア 蛇皇神帝アスクレピオーズ                        | 缺德的X稀有卡，蛇皇神帝阿斯古庇俄斯        | 網谷正治 | 渡邊正樹          | 齋藤昭裕        | 澤田讓司 成川多可志       | 7月31日         | 9月27日                     | 4月10日                     |
| 45   | 射手座のアポロドラゴン対太陽のアポロドラゴン                | 射手座阿波羅龍對太陽龍阿波羅龍             | 富岡淳廣 | 譽田晶子          | 譽田晶子        | 長生中 新保卓郎           | 8月7日          | 9月28日                     | 4月11日                     |
| 46   | ダンvsザジ 動乱のアスクレピオーズ                           | 彈對扎茲，動亂的阿斯古庇俄斯               | 富岡淳廣 | 高橋順            | 鈴木幸江        | 鈴木幸江                  | 8月14日         | 10月1日                     | 4月12日                     |
| 47   | 男たちの闇 アスクレピオーズ慟哭                             | 男子漢的黑暗，阿斯古庇俄斯痛哭             | 富岡淳廣 | 馬引圭            | 菊池晃          | 菊池晃                    | 8月21日         | 10月2日                     | 4月15日                     |
| 48   | ダンvs魔ゐ ダブルブレイヴvsダブルノヴァ                     | 彈對魔魅，雙重合體對雙新星                 | 山田由香 | 渡邊正樹          | 渡邊正樹        | 石田智子                  | 8月28日         | 10月3日                     | 4月16日                     |
| 49   | 神々の砲台 十二宮Xレア激突！                                | 諸神之砲台，12宮稀有卡激突                 | 富岡淳廣 | 池野昭二          | 石川てつや      | 石川てつや                | 9月4日          | 10月4日                     | 4月17日                     |
| 50   | 黎明                                                        | 黎明                                       | 富岡淳廣 | 河村智之          | 河村智之        | 湯本佳典 やまだたかひろ   | 9月11日         | 10月5日                     | 4月18日                     |

## 播放電視台
2011年3月13日播放日的第26話，東日本大震災報道特別節目所以延遲至翌週播放。
| 播放電視台                  | 播放日期                     | 播放時間                      | 所屬聯播網 | 備註   |
| --------------------------- | ---------------------------- | ----------------------------- | ---------- | ------ |
| 名古屋電視台 朝日電視台系列 | 2010年9月12日－2011年9月11日 | 星期日 7時00分－7時30分       | 朝日電視網 |        |
| Animax                      | 2011年8月4日－               | 星期四 19時00分－19時30分     | 衛星電視   | 有重播 |
| 千葉電視台                  | 2014年7月28日－              | 星期一、二 17時00分－17時30分 | 獨立局     |        |

## DVD
本篇的DVD由2011年3月4日開始發售。

## 漫畫
Battle Spirits Brave
原作：矢立肇、作畫：杉山雪
於「KEROKERO ACE」2010年11月號開始連載。故事成為了動畫「少年激霸彈」的續篇。
1. 2011年2月26日發售[2]、ISBN 978-4-04-715647-0
2. 2011年9月26日發售[3]、ISBN 978-4-04-715722-4

Battle Spirits Brave X
原作：矢立肇、作畫：木下聰志
原於「最強Jump」開始連載，現於「V Jump」2011年3月號連載。
1. 2011年9月2日發售[4]、ISBN 978-4-08-870324-4

### 電視系列的相異點
KEROKERO ACE版
- 魔族們是故意用奧古特引起天變地異，以達成歸還古蘭．羅洛的目的。地球殘餘的魔族輕微引入人類的血。
- 魔族們是擁有「ヴィエルジェ」和「シュタインボルグ」。
- 朱里伊特是使用紅色卡組的卡鬥士和吉爾法姆的忠臣。
- 在一眾光主中，祖達和硯秀斗並沒有登場。
- 馬神彈沒有消失，而是回到過去，並和紫乃宮魔魅以及過去的魔族一起生活。

V Jump版　
- 吉爾法姆等眾多魔族並沒登場。
- 「奧古特」並沒引發天變地異，12宮X稀有卡爭奪戰是與魔族和人間的戰爭軸有關。
- 魔魅擁有12宮X稀有卡的探知能力。

## 相關系列
- Battle Spirits 少年突破馬神
- Battle Spirits 少年激霸彈
- Battle Spirits 霸王
- Battle Spirits Sword Eyes

## 外部連結
- Battle Spirits Brave（页面存档备份，存于）（日昇動畫）（日語）
- Battle Spirits Brave（页面存档备份，存于）（名古屋電視台）（日語）